# Robert Berghagen
Robert Berghagen, född 7 juni 1892 i Östersund, död 24 april 1987 i Katarina församling i Stockholm, var en svensk arkitekt. Han var farbror till Lasse Berghagen.

## Biografi
Berghagen, som var son till kakelugnsmakaren Nils Nilsson och Karin Nilsson, studerade vid Kungliga Tekniska högskolan i Stockholm 1916–1918, var anställd hos Ivar Tengbom 1919–1921 och bedrev därefter egen verksamhet från 1923. Han var föreståndare för Samfundet för hembygdsvårds byggnadsbyrå 1932–1934, verkställande direktör för Hantverkslotteriet i Stockholm och i Hantverket 1934–1959. Berghagen var vice ordförande i Konstfacks styrelse 1945–1954 (ordförande 1954–1962), styrelseledamot i Svenska slöjdföreningen 1936–1959, vice ordförande i kyrkofullmäktige och ledamot av kyrkorådet i Katarina församling 1950–1968 samt ledamot av stadsfullmäktige i Stockholm 1942–1946.
Robert Berghagen anslöt sig tidigt till de funktionalistiska idealen och ritade Svenska Pressbyråns numera rivna anläggning på Blekholmen den nya stilen 1928.  I samma stil följde även Hantverksinstitutet, adress Renstiernas gata 12 / Sandbacksgatan 10 i Stockholm (1939–1941). År 1984 utnämndes han till hedersdoktor vid Umeå universitet.
Berghagen gifte sig 1938 med Margareta Sundin. Han är begravd på Norra begravningsplatsen i Östersund.

## Byggnadsverk i urval

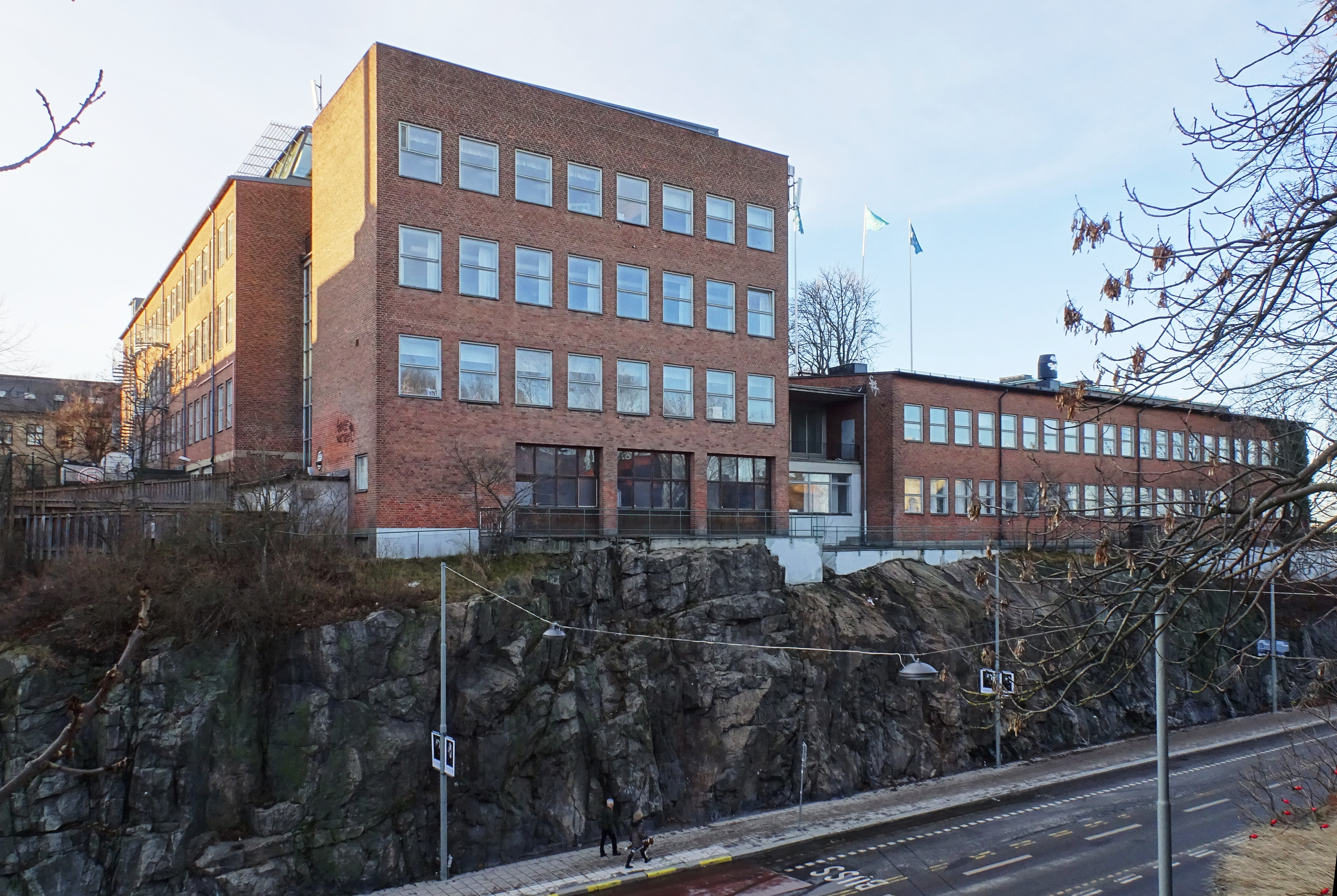
Hantverksinstitutets fasad mot Renstiernas gata, 2017.

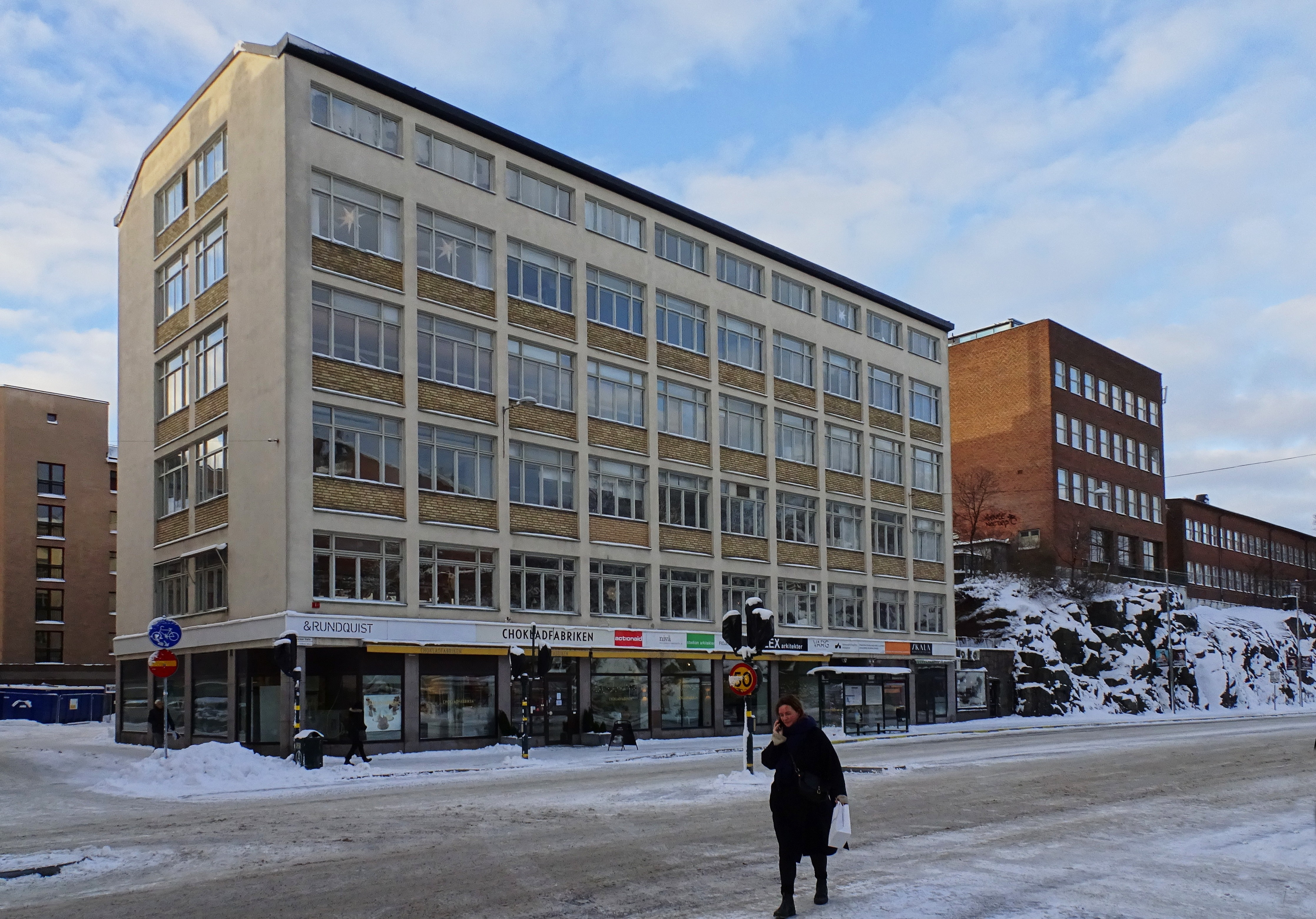
F.d. verkstadsbyggnaden för Stockholms Hantverksförening, 2017.

- Sockenvägen 472, Affärs- och bostadshus i Gamla Enskede, Stockholm, 1928.
- Villa, Eriksgatan 7, Västerås, 1934.[4]
- Villa, Nockeby,  Stockholm, 1931.
- Om- och tillbyggnader för Adolf Fredriks församlings pastorsexpedition och bostäder, Stockholm, 1938–1940.
- Tillbyggnad av Gustaf Vasa kyrkas kolumbarium, Stockholm, 1937 och 1945–1946.
- Hantverksinstitutet, Stockholm, 1938–1940.
- Verkstadsbyggnaden för Stockholms Hantverksförening (granne till Hantverksinstitutet), 1949–1950.